# Lloyd's Register
 Lloyd 's Register  és una Societat de classificació i una organització d'anàlisi de riscos. Històricament,  Lloyd 's Register of Shipping , era una organització exclusivament d'àmbit marítim. A la fi del segle XX la companyia es va diversificar en altres sectors.
Igual que la famosa companyia d'assegurances, Lloyd's of London, Lloyd's Register pren el seu nom i origen de la cafeteria londinenca del segle xvii freqüentada per mercaders, agents d'assegurances i armadors, units tots ells pels seus negocis dins del sector marítim. El propietari Edward Lloyd, va inventar un sistema d'intercanviar informació circulant un full informatiu amb les notícies que rebia. el 1760, la «societat de registre» (actualment societat de classificació) es va formar amb els clients de la cafeteria.
A part d'aquesta connexió històrica, Lloyd's Register no té cap altra relació amb l'agència d'assegurances Lloyd's of London.

## El registre
La societat va editar el primer  Registre de vaixells  el 1764 per donar tant als agents d'assegurances com als armadors una idea de l'estat dels vaixells que asseguraven i noliejades. La classificació "A1", de la qual es deriva l'actual nomenclatura de les «societats de classificació», va aparèixer per primera vegada en l'edició 1775 - 1776 del registre.
El registre, amb informació de vaixells mercants de més de 100 TPM, s'ha vingut publicant anualment des de llavors.

## La societat de classificació
Lloyd 's Register és la primera i més antiga societat de classificació, establint regles dissenyades per augmentar la seguretat i assegurant que els vaixells es construeixin i mantinguin d'acord amb aquestes regles.
Actualment és una de les tres empreses líders en el sector, juntament amb la nord-americana American Bureau of Shipping i la noruega Det Norske Veritas.
Lloyd 's Register és membre de l'Associació Internacional de Societats de Classificació (IACS), a la qual pertanyen les deu societats de classificació més importants del món.